# Andrew S. Fulton
Andrew Steele Fulton (* 29. September 1800 bei Waynesboro, Virginia; † 22. November 1884 bei Austinville, Virginia) war ein US-amerikanischer Politiker. Zwischen 1847 und 1849 vertrat er den Bundesstaat Virginia im US-Repräsentantenhaus.

## Werdegang
Andrew Fulton war der jüngere Bruder des Kongressabgeordneten John H. Fulton (1792–1836). Er besuchte die öffentlichen Schulen seiner Heimat sowie das Hampden-Sydney College. Nach einem anschließenden Jurastudium und seiner 1825 erfolgten Zulassung als Rechtsanwalt begann er in Abingdon in diesem Beruf zu arbeiten. Im Jahr 1828 verlegte er seinen Wohnsitz und seine Kanzlei nach Wytheville. Später schlug er als Mitglied der Whig Party eine politische Laufbahn ein. In den Jahren 1840 und 1845 saß er im Abgeordnetenhaus von Virginia. Außerdem wurde er Bezirksstaatsanwalt im Wythe County.
Bei den Kongresswahlen des Jahres 1846 wurde Fulton im 13. Wahlbezirk von Virginia in das US-Repräsentantenhaus in Washington, D.C. gewählt, wo er am 4. März 1847 die Nachfolge von George Washington Hopkins antrat. Da er im Jahr 1848 auf eine erneute Kandidatur verzichtete, konnte er bis zum 3. März 1849 nur eine Legislaturperiode im Kongress absolvieren. Diese war von den Ereignissen des Mexikanisch-Amerikanischen Krieges geprägt. Während seiner Zeit im Kongress war Fulton Vorsitzender des Ausschusses für Invalidenrenten.
Nach dem Ende seiner Zeit im US-Repräsentantenhaus praktizierte er wieder als Anwalt. Zwischen 1852 und 1869 war er Richter im 15. Gerichtsbezirk von Virginia. Er starb am 22. November 1884 nahe Austinville.